# ما تركت خلفي (رواية)
ما تركت خلفي هي رواية صدرت عام 2020 للكاتبة الفلسطينية شذى مصطفى. ترشحت الرواية ضمن القائمة القصيرة لجائزة الشيخ زايد للكتاب للآداب عام 2021، فئة المؤلفين الشباب.

## النشر
نشرت دار نوفال رواية ما تركت خلفي باللغة العربية في عام 2020م، ثم نشرتها مجلة بانيبال باللغة الإنجليزية. وترجمت نانسي روبرتس الرواية إلى اللغة الإنجليزية. تُصنف الرواية ضمن الأدب الخيالي، على الرغم من وصف المؤلفة لها بأنها سيرة ذاتية خيالية.

## ملخص الرواية
تدور أحداث الرواية حول شقيقتين فلسطينيتين لوالدين مُطلقين. تقع إحدى الأختين في حب رجل في السويد. وتتضمن أحداث الرواية التي تدور عام 2000 مواضيع الاحتلال الإسرائيلي، وحقوق المرأة، والجنس والقيم الأسرية.

## الاستقبال النقدي
ترشحت الرواية ضمن القائمة القصيرة لجائزة الشيخ زايد للكتاب للآداب 2021، فئة المؤلفين الشباب.

## طبعات
1. ما تركت خلفي/ شذى مصطفى، دار نوفال في بيروت،(ردمك 9786144695432)
2. ما تركت خلفي Things I Left Behind (ترجمة إنجليزية لنانسي روبرتس)، مجلة بانيبال في المملكة المتحدة،(ردمك 9781913043261)

## روابط خارجية
- ما تركت خلفي الموقع الرسمي للناشرين (عربي)
- ما تركت خلفي، الموقع الرسمي للناشرين (إنجليزي)
- مقابلة أجراها الكاتب مع الإندبندنت (عربي)